# Mông Gia Tuệ
Mông Gia Tuệ có tên tiếng Anh là Yoyo Mung (sinh ngày 03 tháng 08 năm 1973 tại Hồng Kông thuộc Anh) là một nữ diễn viên truyền hình-diễn viên điện ảnh kiêm người mẫu nổi tiếng người Hồng Kông. Cô từng là diễn viên độc quyền của hãng TVB.

## Phim đã tham gia

### Truyền hình
| Năm  | Tên phim                     | Tên phim tiếng Anh         | Vai diễn                   | Ghi chú |
| ---- | ---------------------------- | -------------------------- | -------------------------- | --- |
| 2000 | Màu xanh hy vọng             | The Green Hope             | Siu Lai-wah                | Bộ đầu tay ở TVB |
| 2000 | Bàn tay nhân ái 2            | Healing Hands II           | Hà Tâm Nghiên (Tracy)      | Đề cử – Giải TVB cho Nữ diễn viên chính xuất sắc nhất Đề cử – Nhân vật truyền hình được yêu thích                           |
| 2001 | Chấp hành mật lệnh           | Mission in Trouble         | Koh Bing Bing              | |
| 2002 | Anh hùng trong biển lửa 2    | Burning Flame II           | Giang Dật Nhã (Yan)        | Đề cử – Giải TVB cho Nữ diễn viên chính xuất sắc nhất Đề cử – Nhân vật truyền hình được yêu thích                           |
| 2002 | Thiện ác đối đầu             | Good Against Evil          | Sào Đan Đan                | |
| 2003 | Hồ Sơ Tuyệt Mật              | The W Files                | Bạch Tố                    | Đề cử – Giải TVB cho Nữ diễn viên chính xuất sắc nhất Đề cử – Nhân vật truyền hình được yêu thích                           |
| 2004 | Lực lượng phản ứng 4         | Armed Reaction IV          | Phương Tịnh (Sunnie)       | |
| 2004 | 30 ngày điều tra             | Split Second               | Pang Wai                   | Đề cử – Giải TVB cho Nữ diễn viên chính xuất sắc nhất Đề cử – Nhân vật truyền hình được yêu thích                           |
| 2004 | Kung fu túc cầu              | Kung Fu Soccer             | Yip Yuet                   | |
| 2005 | Quyền lực đen tối            | The Charm Beneath          | Ng Yi-fong                 | Đề cử – Giải TVB cho Nữ diễn viên chính xuất sắc nhất                                                                       |
| 2005 | Bàn tay nhân ái 3            | Healing Hands III          | Ho Sam-yin (Tracy)         | Khách mời |
| 2005 | Túy Đả Kim Chi               | Princess Sheng Ping        | Ouyang Ying                | |
| 2006 | Bằng chứng thép              | Forensic Heroes            | Leung Siu-yau (Nicole)     | Đề cử – Giải TVB cho Nữ diễn viên chính xuất sắc nhất (Top 20) Đề cử – Nữ nhân vật được yêu thích (Top 20)                  |
| 2006 | Tổ ấm tình nhân              | At Home With Love          | Tsui Ji-ling (Elaine)      | |
| 2007 | Sóng gió gia tộc             | Heart of Greed             | Shui Ming-ha (Sui Mak-mak) | Khách mời |
| 2007 | Nỗi lòng của cha             | Fathers and Sons           | Kam Mei-juen               | |
| 2007 | Tuyệt thế anh tài            | The Ultimate Crime Fighter | Keung Nga-yue (Ginger)     | Đề cử – Giải TVB cho Nữ diễn viên chính xuất sắc nhất (Top 20) Đề cử – Nữ nhân vật được yêu thích (Top 20)                  |
| 2008 | Bằng chứng thép 2            | Forensic Heroes II         | Lương Tiểu Nhu (Nicole)    | |
| 2008 | Tìm lại một nửa              | Last One Standing          | Lei Pui-ka (Carmen)        | |
| 2009 | Đội điều tra tinh nhuệ       | The Threshold of a Persona | Yip On-kei (Angel)         | |
| 2009 | Đội điều tra liêm chính 2009 | ICAC Investigators 2009    | Zoe                        | |
| 2010 | Sự cám dỗ nguy hiểm          | Links to Temptation        | Kwan Ho-ching (Jessie)     | |
| 2011 | Hôn nhân tiền định           | Only You                   | Mak Yat-man (Mandy)        | Đề cử — Giải TVB cho Nữ diễn viên chính xuất sắc nhất(Top 15) Đề cử — Giải TVB cho Nữ nhân vật được yêu thích nhất (Top 15) |
| 2013 | Giải mã nhân tâm 2           | A Great Way to Care II     | Cheuk Wai-kiu (Lois)       | |
| 2014 | Nội gián                     | Ruse of Engagement         | Yip Ting (Phoenix)         | |
| 2015 | Hỏa Tốc Cứu Binh 3           | Elite Brigade III          |                            | phát sóng ngày 3 tháng 10 năm 2015                                                                                          |
| 2017 | Gia đình Sức Mạnh            | Family Strength            | Trương Lệ Ân               | |
| 2020 | Phi hổ cực chiến 2           | Flying Tiger 2             | Âu Dương Mẫn Nghi          | |